# 云南老鹳草
云南老鹳草（学名：Geranium yunnanense）为牻牛儿苗科老鹳草属下的一个种。其种加词“yunnanense”意为“云南的”。